# Wang Chuhan
Wang Chuhan (chinesisch 王楚涵, Pinyin Wáng Chǔhán; * 24. Februar 1992 in Dalian) ist ein chinesischer Tennisspieler.

## Karriere
Wang Chuhan spielt hauptsächlich auf der ATP Challenger Tour und der ITF Future Tour. Sein Debüt im Einzel auf der ATP World Tour gab er im Oktober 2014 beim Shanghai Rolex Masters, wo er überraschend in der ersten Runde Fabio Fognini bezwang, in der zweiten Runde jedoch gegen Malek Jaziri chancenlos blieb und klar in zwei Sätzen verlor.